# Iman Shumpert
Iman Asante Shumpert (ur. 26 czerwca 1990 w Berwyn) – amerykański koszykarz, występujący na pozycji rzucającego obrońcy, bądź rozgrywającego.
Karierę koszykarską rozpoczął podczas nauki w szkole średniej Oak Park and River Forest na przedmieściach Chicago. Wraz z Huskies trzykrotnie wygrywał mistrzostwo stanu, a sam dwukrotnie, jako junior i senior, był wybierany najlepszym zawodnikiem stanu. Przez dwa wiodące amerykańskie serwisy zajmujące się rekrutacją graczy do NCAA (Scout.com i Rivals.com) był uznany za jednego z czterdziestu najlepszych graczy kończących szkołę średnia. W 2008 wystąpił w meczu gwiazd amerykańskich szkół średnich – McDonald’s All-American.
18 października 2007 roku zdecydował się podpisać list intencyjny z uniwersytetu Georgia Tech. W sezonie 2008/2009 był czwartym najlepszym strzelcem drużyny, ze średnio zdobywanymi 10,6 punktu na mecz. Przed kolejnym sezonem przeszedł operację artroskopii uszkodzonej łąkotki, przez co opuścił sześć pierwszych meczów rozgrywek. Ostatecznie sezon zakończył jako trzeci najlepszy strzelec Yellow Jackets i drugi najlepszy przechwytujący konferencji ACC. W kolejnym roku Shumpert był już liderem zespołu w punktach, zbiórkach, asystach i przechwytach (7 miejsce w Stanach Zjednoczonych), stając się jednym z siedmiu zawodników, którzy tego dokonali. Po zakończeniu rozgrywek został wybrany do drugiej drużyny konferencji ACC, oraz pierwszego składu defensywy tejże konferencji.
3 maja 2011 roku postanowił zgłosić się do draftu do NBA, w którym to został wybrany z siedemnastym numerem przez New York Knicks. Shumpert miał wziąć udział w konkursie wsadów podczas weekendu gwiazd NBA 2012 w Orlando, jednak wycofał się z powodu kontuzji. W dniu 28 kwietnia 2012 roku, podczas pierwszego meczu pierwszej rundy playoffs pomiędzy Knicks a Miami Heat zerwał więzadło krzyżowe przednie. Kontuzja wyeliminowała go z gry na osiem miesięcy. Swój debiutancki sezon w NBA zakończył jako siódmy najlepszy przechwytujący ligi.
16 października 2012 New York Knicks skorzystali z zapisu w kontrakcie Shumperta, automatycznie przedłużając go do końca sezonu 2013/14.
5 stycznia 2015, w ramach wymiany między trzema klubami, trafił do Cleveland Cavaliers.
8 lutego 2018 trafił do Sacramento Kings w wyniku wymiany z udziałem trzech zespołów (oprócz Kings także Cavaliers i Jazz).
7 lutego 2019 w wyniku transferu trafił do Houston Rockets. 13 listopada podpisał umowę do końca sezonu z Brooklyn Nets. 12 grudnia opuścił klub.
30 stycznia 2021 zawarł kontrakt do końca sezonu z Brooklyn Nets. 24 lutego opuścił klub. Dwa dni później podpisał kolejną umowę z klubem, tym razem 10-dniową. Po jej wygaśnięciu opuścił klub.

## Życie prywatne
Ojciec Imana, Odis Shumpert jest brokerem ubezpieczeniowym, zaś matka L’Tanya profesorem sztuki i projektowania na uniwersytecie Columbia w Chicago. W ósmej klasie grał w jednej drużynie z Evanam Turnerem.

## Osiągnięcia
Stan na 8 marca 2021, na podstawie, o ile nie zaznaczono inaczej.
NCAA
- Uczestnik turnieju NCAA (2010)
- Zaliczony do:
  - I składu:
    - defensywnego ACC (2011)
    - zawodników pierwszorocznych ACC (2009)

  - II składu:
    - All-ACC (2011)
    - turnieju ACC (2010)

NBA
- Mistrz NBA (2016)[29]
- Wicemistrz NBA (2015, 2017)[30]
- Zaliczony do I składu debiutantów NBA (2012)[31]